# 1. ŽNL Zadarska
1. županijska nogometna liga Zadarska je 5. stupanj nogometnih natjecanja u Hrvatskoj. U ligi se natječe 14 klubova. 
Pobjednik lige kroz kvalifikacije može izboriti plasman u 3. NL – Jug. Niža liga je 2. ŽNL Zadarska. U pojedinim godinama kada 2. ŽNL nije igrana, to je bila jedina županijska liga u Zadarskoj županiji.

## Sudionici

### Sudionci u sezoni 2024./25.
- Abeceda sporta – Murvica
- Bibinje – Bibinje
- Dalmatinac – Crno
- Dragovoljac – Poličnik
- Galovac – Galovac
- Hajduk – Pridraga
- Nova Zora – Sveti Filip i Jakov
- Pakoštane – Pakoštane
- Polača – Polača
- Raštane – Gornje Raštane
- Sabunjar – Privlaka
- Škabrnja '91[1] – Škabrnja
- Velebit – Benkovac
- Zlatna luka – Sukošan

### Bivši sudionici
popis nepotpun
| - Arbanasi – Zadar - Croatia – Stankovci - Croatia – Turanj - Debeljak – Debeljak - Gorica – Gorica - Hrvatski vitez – Posedarje - Jasenice – Jasenice - Murvica – Murvica - NOŠK – Novigrad - Pag – Pag - Paklenica – Starigrad - Podgradina – Podgradina - Primorac – Biograd na Moru - Sveti Mihovil – Sutomišćica | - Velebit – Gračac - Vir – Vir - Vrčevo – Glavica - Zadar – Zadar - Zemunik – Zemunik Donji - Zrmanja – Obrovac |

## Prvaci lige
| sezona      | rang |   | klubova | pobjednik                |                                                                                  |
| ----------- | ---- | - | ------- | ------------------------ | -------------------------------------------------------------------------------- |
| 2024./25.   | V.   |   | 14      | Nova Zora                |                                                                                  |
| 2023./24.   | V.   |   | 14      | Pakoštane                |                                                                                  |
| 2022./23.   | V.   |   | 14      | Bibinje                  |                                                                                  |
| 2021./22.   | IV.  |   | 14      | Polača                   |                                                                                  |
| 2020./21.   | IV.  |   | 14      | Zadar                    |                                                                                  |
| 2019./20.   | IV.  |   | 14      | Hrvatski Vitez Posedarje | prvenstvo prekinuto nakon 15. kola zbog pandemije COVID-19 u svijetu i Hrvatskoj |
| 2018./19.   | IV.  |   | 14      | Pakoštane                |                                                                                  |
| 2017./18.   | IV.  |   | 14      | Hajduk Pridraga          |                                                                                  |
| 2016./17.   | IV.  |   | 14      | Škabrnja                 |                                                                                  |
| 2015./16.   | IV.  |   | 13      | Polača                   |                                                                                  |
| 2014./15.   | IV.  |   | 14      | Primorac Biograd na Moru |                                                                                  |
| 2013./14.   | IV.  |   | 14      | Polača                   |                                                                                  |
| 2012./13.   | IV.  |   | 14      | Polača                   |                                                                                  |
| 2011./12.   | V.   |   | 13      | Gorica                   | Županijska liga                                                                  |
| 2010./11.   | V.   |   | 12      | Podgradina               | Županijska liga                                                                  |
| 2009./10.   | V.   |   | 16      | Škabrnja                 | Županijska liga                                                                  |
| 2008./09.   | V.   | A | 10      | Sabunjar                 | Županijska liga, igrana u dvije skupine Galovac ukupni pobjednik                 |
| 2008./09.   | V.   | B | 10      | Galovac                  | Županijska liga, igrana u dvije skupine Galovac ukupni pobjednik                 |
| 2007./08.   | V.   |   | 14      | Hajduk Pridraga          |                                                                                  |
| 2006./07.   | V.   |   | 14      | Hrvatski Vitez Posedarje |                                                                                  |
| 2005./06.   | IV.  |   | 18      | Primorac Biograd na Moru |                                                                                  |
| 2004./05.   | IV.  |   | 16      | Hajduk Pridraga          |                                                                                  |
| 2003./04.   | IV.  |   |         |                          |                                                                                  |
| 2002./03.   | IV.  |   |         |                          |                                                                                  |
| 2001./02.   | IV.  |   | 16      | Pag                      |                                                                                  |
| 2000./01.   | IV.  |   | 18      | Hrvatski Vitez Posedarje |                                                                                  |
| 1999./2000. | IV.  |   |         |                          |                                                                                  |
| 1998./99.   | IV   |   | 14      | Velebit Benkovac         |                                                                                  |

Kategorija:1. ŽNL Zadarska 

Kategorija:Sezone četvrtog ranga HNL-a 

Kategorija:Sezone petog ranga HNL-a

## Unutrašnje poveznice
- 3. HNL – Jug
- 2. ŽNL Zadarska
- Kup Nogometnog saveza Zadarske županije

## Vanjske poveznice
- Nogometni savez Zadarske županije
- Nogometni savez Zadarske županije - 1. ŽNL  Arhivirana inačica izvorne stranice od 1. lipnja 2017. (Wayback Machine)
- antenazadar.hr, 1. ŽNL Zadarska